# Spinibarbus hollandi
Spinibarbus hollandi är en fiskart som beskrevs av Oshima, 1919. Spinibarbus hollandi ingår i släktet Spinibarbus och familjen karpfiskar. IUCN kategoriserar arten globalt som otillräckligt studerad. Inga underarter finns listade i Catalogue of Life.